# マックスコーヒー

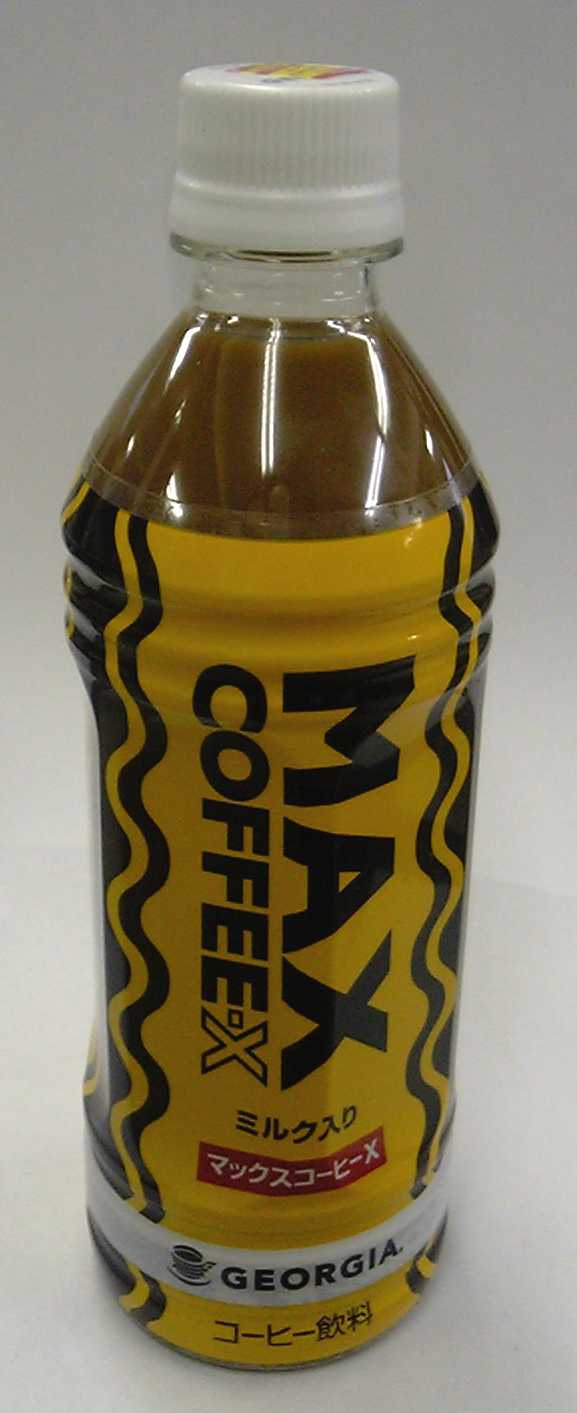
マックスコーヒーX

マックスコーヒー（MAX COFFEE）は、コカ・コーライーストジャパンプロダクツ等が製造、コカ・コーラ カスタマーマーケティングが販売しているコーヒー飲料の商品名。正式名称は「ジョージア・マックスコーヒー」（1991年（平成3年）以降。経緯は後述）。愛称は「マッ缶（マッカン）」「マッコー」「ちばらきコーヒー」など。

## 概要
1975年（昭和50年）発売。当初の製品名は「マックスコーヒー」。利根コカ・コーラボトリングのプライベートブランドである。黄色とこげ茶色を用いたパッケージが特徴で、現行の商品は黄色の背景にこげ茶色の商品名とギザギザ模様が記されている。
原料のうち乳成分に多量の加糖練乳（コンデンスト・ミルク）を使用しており、甘味が強い。糖分量はコーラとほぼ同じ (9.8%) で、これは同社の製品である「ジョージア まろやかミルクのカフェラッテ」や他社の「UCCミルクコーヒー」（旧・UCCオリジナル ミルク&コーヒー）や「キリン 小岩井 濃厚カフェオレ」「キリン FIRE カフェデリ ビターキャラメル・ラテ」「アサヒ WONDA 贅沢ダブル」「アサヒ WONDA デラックス1」などといった甘味の強い製品と比べても2%ほど高い数値である。原材料名の表記順も「加糖練乳、砂糖、コーヒー」である。
味わいはカフェ・オ・レや既存のコーヒー牛乳とは全く異なり、さらに甘みを増したような味わいである。ジョージアブランドになる前年の1990年（平成2年）の売上実数では、利根コカ・コーラボトリング管内において、同社ブランドのジョージア全製品の合計が460万ケースだったのに対し、マックスコーヒーが430万ケースとほぼ拮抗しており、かなりの売れ筋商品であった。
かつては千葉県・茨城県・栃木県を中心とした地域で限定販売されていた商品で、これらの地域を代表する缶コーヒーであった（詳細は後述）。近年では関東近郊を中心として販売地域が広がっており、2009年（平成21年）2月16日からは正式に全国販売が開始された。
なお、マックスコーヒーに関する登録商標は販売開始時の歴史的経緯（後述）から株式会社鈴木コーヒー（東京都千代田区麹町）が保有しており、日本コカ・コーラは鈴木コーヒーからライセンス提供を受ける形で、製造及び販売が行われている。

## 販売地域

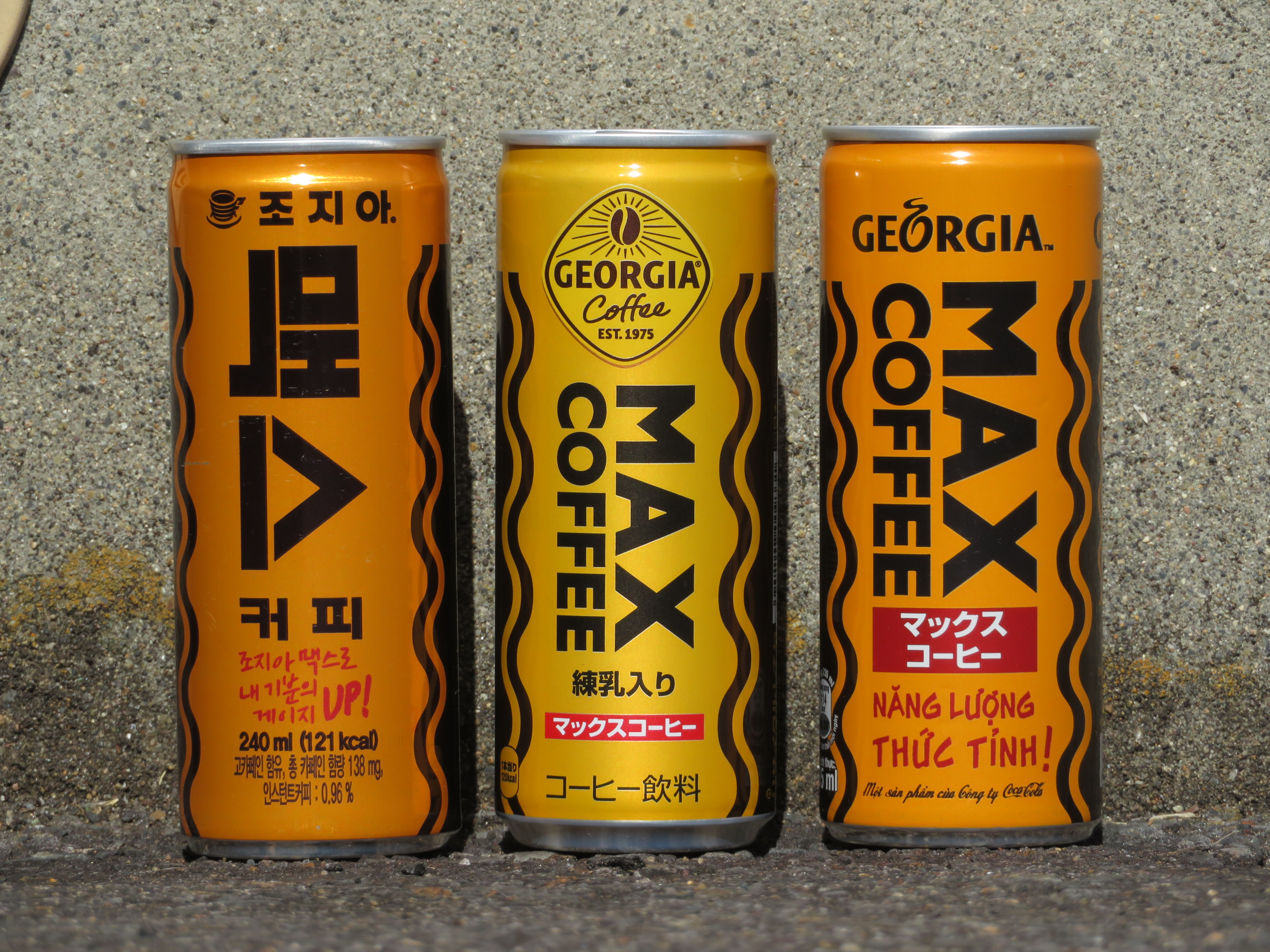
左から、韓国、日本、ベトナムのマックスコーヒー缶

2014年（平成26年）1月現在の販売地域は以下の通り。
- CCEJ（コカ・コーライーストジャパン）エリア：190g缶・250g缶・500ml PET
- 仙台コカ・コーラエリア：250g缶
- 北陸コカ・コーラエリア：170g缶

2006年（平成18年）7月から23区内をはじめとする東京都内や、群馬県・埼玉県・新潟県で販売が開始された（江戸川区などの城東地区、春日部市等の埼玉県東部ではそれ以前から販売されていた）。2009年（平成21年）2月16日より正式に全国で発売されたが、取り扱いボトラー社はゆるやかに減少し、再びローカル商品回帰の様相を呈している。
海外でも、韓国およびベトナムにおいてマックスコーヒーが販売されている。ただし、これらは鈴木コーヒーおよび日本コカ・コーラは関与しておらず、各国のコカ・コーラが独自に販売しているものである。そのため、味については日本のマックスコーヒーとは大きく異なっている。
販売エリアの拡大については、略史を参照。

## 略史
日本での飲料市場での缶コーヒーの伸張と製品開発を求めるボトラーに対して、米国コカ・コーラ本社や現地統括会社の日本コカ・コーラ社は、コーヒーを缶容器で飲むこと自体が理解できなかったため、また、自社の炭酸飲料との競合を恐れたため、缶コーヒーの開発や販売に消極的であった。そのため、当時有力ボトラーであった利根コカ・コーラが独自ブランドを立ち上げて発売したといういきさつを持つ。
- 1975年（昭和50年）6月16日 - 利根コカ・コーラボトリングの関連会社であった利根ソフトドリンク（当時）[注 6]が、日本果実工業（山口県）にて委託製造開始。ブランドに関しては東京のスズキコーヒー店と交渉し、同店のコーヒーエキスを使用することを条件に「マックスコーヒー」の専用使用権を獲得した[注 7][2]。当初の販売エリアは千葉県と茨城県で、栃木県は当初除外された。正確な時期は不明だが、利根ソフトドリンクの関連会社であった北関東食販が埼玉県でカナダドライ製品の販売を開始したことで、埼玉県の一部でも販売された。
- 1978年（昭和53年）9月6日 - 販売地域が栃木県に広がる。
- 1981年（昭和56年）8月17日 - ビン入りマックスコーヒーを発売。製造は富士ボトリング。
- 1983年（昭和58年） - 利根コカ・コーラ茨城工場に製造ラインを設置し製造開始。
- 1987年（昭和62年） - 利根コカ・コーラ千葉工場に製造ラインを設置し製造開始。
- 1990年（平成2年） - 利根ソフトドリンク五霞工場竣工。完全自社製造開始。
- 1991年（平成3年）4月15日 - 発売元が利根コカ・コーラボトリングに移り、それに伴いコカ・コーラの全国ブランド「ジョージア」に組み込まれ「ジョージア・マックスコーヒー」となる。
- 2001年（平成13年） - 利根コカ・コーラが製造部門をコカ・コーライーストジャパンプロダクツへ譲渡する。
- 2005年（平成17年）11月
  - デザインがリニューアルされる。
  - 5種類の復刻バージョンが発売される。
- 2006年（平成18年） - 繁華街を中心に東京都内での発売が始まる。同年10月には缶デザインがリニューアルされ、ウェーブラインが復活。11月には、千葉・栃木・茨城のコンビニエンスストアと一部の自動販売機で280mlペットボトル入りの「マックスコーヒーX」がホット専用商品として発売された。
- 2007年（平成19年）
  - 5月 - 500mlペットボトル入り「マックスコーヒーX」が千葉・茨城・栃木の自動販売機や一般の小売店にて販売される。
  - 10月 - 北海道内の一部コンビニエンスストアで再発売（北海道ではジョージア・ブランドになる前にも販売されていたが正確な時期は記録がない）。
- 2008年（平成20年）
  - 5月 - 愛知県・香川県・愛媛県・大分県・宮崎県のコンビニ等で流通が確認されている。瀬戸内海と関門海峡も越えた。
  - 4〜7月 - 千葉ロッテマリーンズ応援缶（250g）を自販機、千葉マリンスタジアムの売店等で発売。
- 2009年（平成21年）
  - 2月10日 - 販売エリアを全国へ展開することを発表。
  - 2月16日 - 全国発売を開始。
  - 7月6日 - バニラ風味・ビタミン7種を添加した「マックスコーヒーV」を全国にて発売。
  - 10月 - 一部の地域で「I ♥ MAX」と書かれた190ml缶が発売される。
- 2010年（平成22年）
  - 4月 - 大韓民国にて発売開始[注 8]。
- 2016年（平成28年）
  - 10月 - 北海道にて期間限定で一部スーパーマーケットにて販売開始（500mlペットボトル）。
- 2018年（平成30年）
  - 10月 - ベトナムにて発売開始[8]。

## ジョージア・マックスコーヒーになった経緯
1975年（昭和50年）当時、日本コカ・コーラ社は北九州コカ・コーラボトリング（現・コカ・コーラボトラーズジャパンホールディングス）と新たな缶コーヒーブランドである「ジョージア」を開発中であったが、実質的な開発はそのほとんどを北九州社が行っており、日本コカ・コーラ及び米コカ・コーラ社のほうでは、外国人幹部の「こんなもの（缶コーヒー）が売れるわけがない」という意見が多数派を占めていて缶コーヒー市場への参入に否定的であった。そこで利根コカ・コーラボトリングが、子会社である利根ソフトドリンクを通じて独自にマックスコーヒーを開発し、同年6月に発売した。利根コカ・コーラボトリングが日本コカ・コーラと結んでいた基本契約では「コカ・コーラのマーク、車、自動販売機ではコカ・コーラ認定の商品しか扱ってはならない」の一項があり、契約上はかなり不安定なものであったが、この時点では黙認されることになる。
マックスコーヒーの発売と時を同じくして日本コカ・コーラ社より「ジョージア」が発売されるが、利根地域ではマックスコーヒーが既に発売されていたため、全製品をジョージアに切り替えることは事実上不可能であった。そのため茨城県・千葉県ではマックスコーヒー、栃木県ではジョージアを扱うという変則的な販売手法がとられることとなり、1979年（昭和54年）まで続くこととなった。他にも「ドクターペッパー」などの他社ライセンス商品を抱えていた利根コカ・コーラボトリングには、契約更新ができるかの問題が差し迫っていた。
1990年（平成2年）、社長（当時）の茂木克己がこの問題の解決に乗り出し、協議の末、1991年（平成3年）にマックスコーヒーの意匠を一部残した「ジョージア・マックスコーヒー」という新製品として発売することとなった。これによって、マックスコーヒーはジョージアの1ブランドとなり、コカ・コーラボトラー単独としての利根コカ・コーラボトリングの売上は全国17ボトラー中5位に上昇した。

## マックスコーヒーと常総

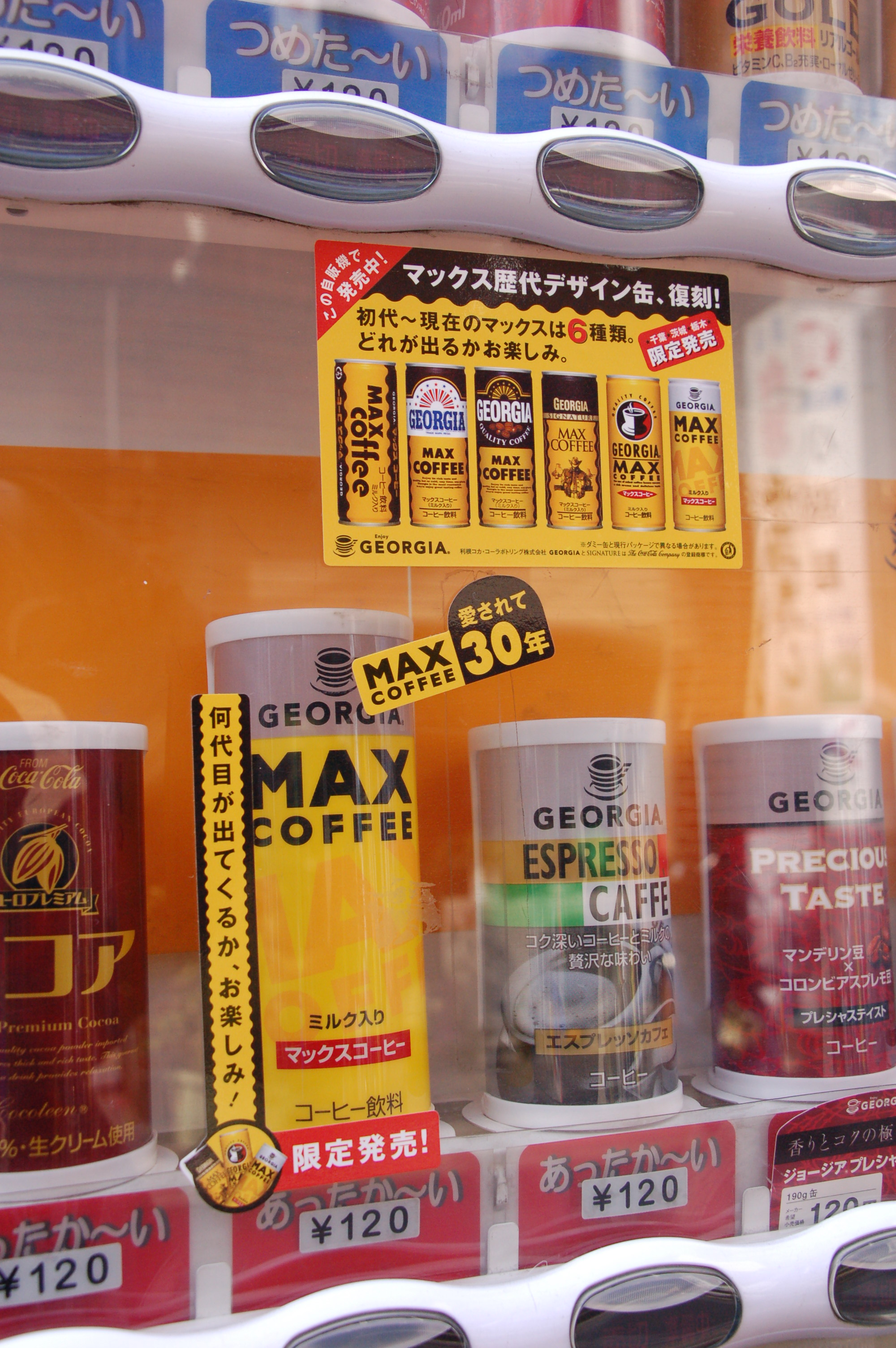
復刻バージョンを販売中の自動販売機。
茨城県土浦市にて
（2006年（平成18年）3月21日）

先述のようにマックスコーヒーはかつて販売エリアが限られていたため、映画・漫画・テレビドラマなどでその地域（主に千葉県と茨城県）を象徴するアイテムとして用いられることがある。
- 『木更津キャッツアイ 日本シリーズ』では主人公がヤマクラさんを千葉県の人であると断定しているシーンがある。
- みずしな孝之の一連の作品（『ササキ様に願いを』、『幕張サボテンキャンパス』）でネタとして取り上げられている。
- TBSドラマ『タイガー&ドラゴン』でどん太に扮する阿部サダヲのセリフのなかに「甘いよマックスコーヒー」がある。
- 漫画『卓球Dash!!』では茨城県民である主人公の好物がマックスコーヒーという設定である（下記リンク「マックスコーヒー物語（茨城王 〜イバラキング〜）」も参照）。
- 小説『やはり俺の青春ラブコメはまちがっている。』では千葉県在住の主人公・比企谷八幡の好物という設定。

東京モーターショーやコミックマーケットが展示会場を移動するなど、1989年（平成元年）に完成した幕張メッセが大規模イベントの会場となった（その後、コミックマーケットは1996年（平成8年）に再び東京国際展示場へと移動）こともあって、場内や周辺で売られていたマックスコーヒーが千葉の「名物」として広く認識されるきっかけともなった。
また利根コカ・コーラ自身も、マックスコーヒーを千葉県を象徴する商品として位置づけ、2002年（平成14年）には千葉県の人口が600万人に達したことを記念した特別缶を発売するなどした。
2016年（平成28年）11月20日に開館した、ペリエ千葉エキナカ3Fの『カワシマパン』にはコラボ商品として、マックスコーヒーのクリームが塗られたコッペパンが売られている。

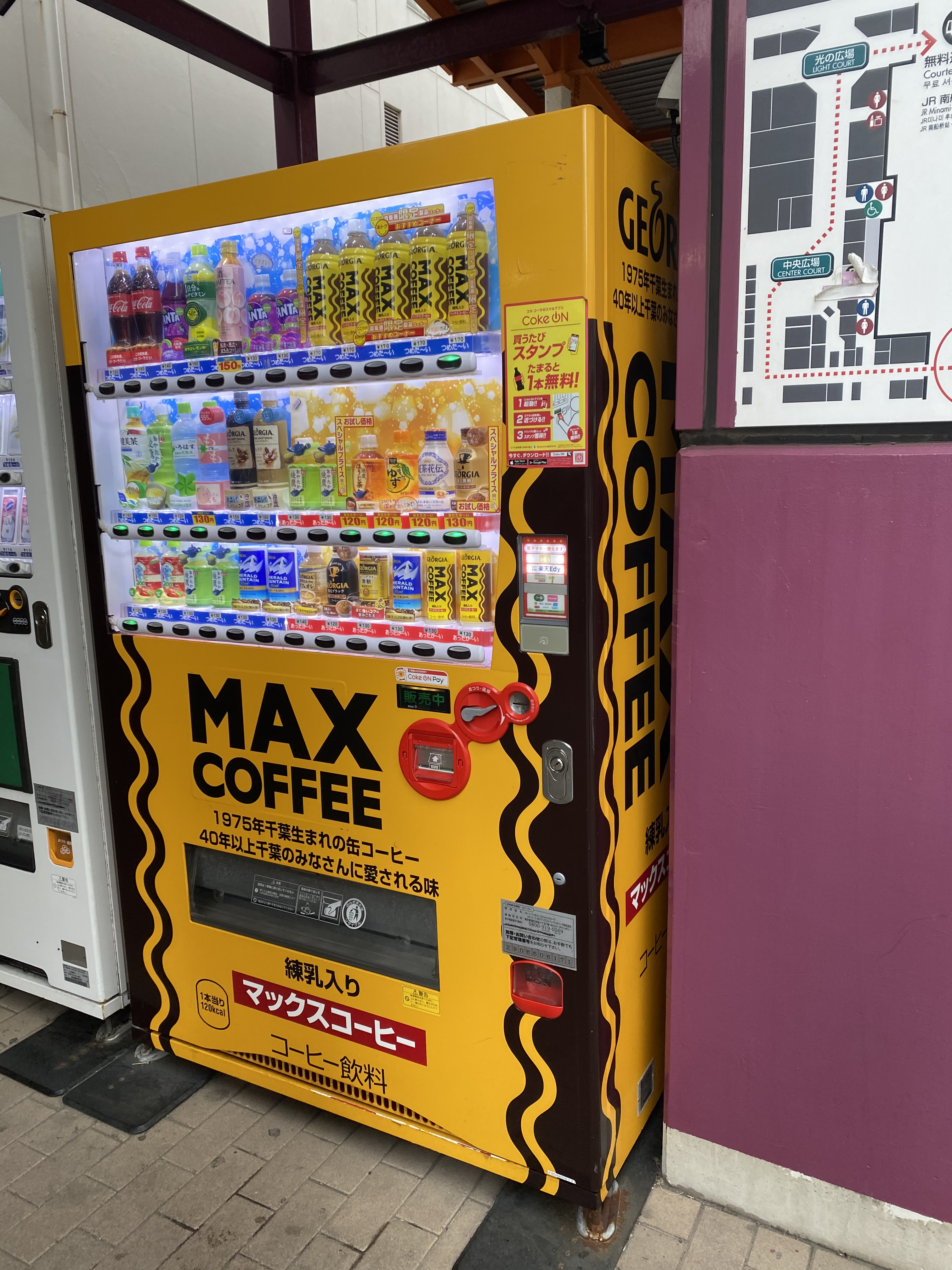
マックスコーヒーの自動販売機
ららぽーとTOKYOーBAYにて
（2020年12月5日）

2017年（平成29年）6月21日〜7月14日の期間限定で、ららぽーとTOKYO-BAY北館1Fにおいて『マックスコーヒーだけ自動販売機』が設置された。　なお現在は通常製品も交えて今でも設置されている。

## CM
1980年代には千葉テレビでテレビコマーシャルを放送しており、森川美穂が出演するもの（1986年頃）や「100円で買えるオアシス」のキャッチコピーのバージョンなどがあった。1989年（平成元年）に開局したbayfmでもラジオコマーシャルを流しており、「MAX COFFEE BAY KIDS STREET」という冠スポンサー番組も存在した。
全国発売の開始と共に再び「マックスコーヒー」単独のCMも製作された。内容は「F1の車に見立てた人間がレース中、ガソリン補給の代わりにストローでマックスコーヒーを飲まされる」というもの。F1バージョンは富士スピードウェイで撮影が行われた。また、公式サイトでは他のバージョンも視聴できる。
またMTVジャパンによってMax My Rideという、同局が放映するPimp My Rideのようにオーナーの乗り物をカスタムする番組も作られた。